# Colus (chi ốc biển)
Colus là một chi ốc biển, là động vật thân mềm chân bụng sống ở biển trong họ Buccinidae.

## Các loài
Các loài trong chi Colus gồm có:
- Colus aurariae Fraussen, Rosado, Afonso & Monteiro, 2009[2]
- Colus azygosorius Tiba, 1980
- Colus bukini Kantor, 1984
- Colus dautzenbergi Dall, 1916
- Colus esychus (Dall, 1907)
- Colus glaber (Kobelt, 1876)[3]
- Colus gracilis (da Costa, 1778)[4]
- Colus holboelli (Møller, 1842)[5]
- Colus howsei (Marshall, 1902)[6]
- Colus islandicus (Mohr, 1786)[7]
- Colus jeffreysianus (Fischer P., 1868)[8]
- Colus jessoensis (Schrenck, 1863)
- Colus kujianus Tiba, 1973
- Colus latericeus (Møller, 1842)[9]
- Colus minor (Dall, 1925)
- Colus pubescens (A. E. Verrill, 1882)[10]
- Colus pygmaeus (Gould, 1841)[11]
- Colus roseus (Dall, 1877)
- Colus rushii (Dall, 1889)
- Colus ryukyuensis Lan, 2002[12]
- Colus sabini (Gray J.E., 1824)[13]
- Colus stimpsoni (Mørch, 1868)[14]
- Colus syrtensis (Packard, 1867)
- Colus terraenovae Bouchet & Warén, 1985[15]
- Colus turgidulus (Friele, 1877)[16]

Các loài được đưa vào đồng nghĩa
- Colus altus (Wood S., 1848)[17]: đồng nghĩa của Anomalosipho altus
- Colus cretaceus (Reeve, 1847)[18]: đồng nghĩa của Plicifusus kroeyeri
- Colus frielei (Kantor, 1981)[19]: đồng nghĩa của Anomalosipho verkruezeni
- Colus hypollispus [20]: đồng nghĩa của Latisipho hypolispus
- Colus kroeyeri (Møller, 1842)[21]: đồng nghĩa của Plicifusus kroeyeri
- Colus lachesis [22]: đồng nghĩa của Turrisipho lachesis
- Colus longicauda L.[23]: đồng nghĩa của Fusinus colus
- Colus parvus (Tiba, 1980)[24]: đồng nghĩa của Plicifusus parvus
- Colus spitzbergensis [25]: đồng nghĩa của Aulacofusus brevicauda
- Colus tashiensis Lee & Lan, 2002[26]: đồng nghĩa của Eosipho tashiensis
- Colus togatus [27]: đồng nghĩa của Colus sabini
- Colus tortuosus [28]: đồng nghĩa của Colus holboelli
- Colus verkruezeni (Kobelt, 1876)[29]: đồng nghĩa của Anomalisipho verkruezeni (Kobelt, 1876)